# Ubik
Ubik (1969) (titlu original Ubik) este un roman al scriitorului american Philip K. Dick. În 2005, revista Time l-a numit unul dintre cele mai bune 100 de romane de limbă engleză publicate din 1923. Criticul Lev Grossman l-a descris ca fiind "o poveste horror existențială profund neliniștitoare, un coșmar din care nu vei fi niciodată sigur că te-ai trezit". 

## Intriga
Acțiunea romanului se petrece în 'Confederația Nord Americană a anului 1992, în care tehnologia a avansat până la nivelul la care zborul pe Lună și fenomenele psi au devenit obișnuite. Protagonistul este Joe Chip, un salariat al organizației lui Glen Runciter. Organizația angajează oameni capabili să blocheze anumite puteri psihice (cum ar fi antiprecogii, care pot împiedica un telepat să citească mintea clientului), pentru a răspunde cererilor de protejare a intimității. Runciter conduce compania cu ajutorul defunctei sale soții, Ella, ținută într-o stare de "semi-viață", care permite persoanelor decedate o conștiință și abilități limitate.
Când magnatul Stanton Mick angajează compania lui Runciter pentru a-i proteja de telepați bunurile de pe Lună, Runciter formează o echipă de agenți care să îndeplinească această misiune. Grupul o cuprinde pe Pat Conley, o tânără misterioasă care are o abilitate parapsihologică fără precedent de a rescrie evenimentele schimbând trecutul. În diferite situații, Joe Chip pare a fi atras sexual de Pat Conley, care dă la un moment dat impresia că ar răspunde semnalelor sale.
Când Runciter, Chip și ceilalți ajung la baza lunară a lui Mick, descoperă că misiunea este o capcană, pusă la cale cel mai probabil de principalul adversar al companiei, Ray Hollis, care conduce o organizație de psi. Explozia unei bombe pare a-l ucide pe Runciter, fără a-i vătăma serios pe ceilalți, care pornesc grăbiți spre Pământ pentru a-l pune în semi-viață.
În continuare, grupul începe să experimenteze ciudate alterări ale realității. Consumabilele, cum ar fi laptele sau țigările, încep să se deterioreze prematur. De asemenea, grupul vede figura lui Runciter gravată pe monede și primește mesaje stranii de la el, în scris și la televizor. Majoritatea mesajelor sugerează că Runciter trăiește, în timp ce ceilalți se află în semi-viață. Membrii care se separă de grup sunt găsiți morți, într-o stare avansată de descompunere.
Realitatea alunecă treptat înapoi, până când grupul ajunge într-o lume asemănătoare Statelor Unite din 1939. În tot acest timp, membrii lui încearcă să înțeleagă ce provoacă aceste întâmplări stranii, să se ferească reciproc de moarte și să găsească misteriosul produs numit Ubik, de a cărui reclamă dau de câte ori intră într-o perioadă de timp. Mesajele lui Runciter le dau de înțeles că Ubik poate fi singura lor șansă de supraviețuire.
În cele din urmă, Joe Chip înțelege că Runciter a fost, de fapt, singurul supraviețuitor al exploziei de pe Lună și că mesajele trimise de el grupului sunt rezultatul încercărilor lui de a comunica cu ei în semi-viață. Ei se află într-o lume care regresează, produsă de Jory Miller, o persoană aflată în semi-viață pe care Runciter o întâlnise anterior, în timp ce vorbea cu Ella. Se dovedește că Jory devorează forța vitală a celorlalți oameni aflați în starea de animație suspendată pentru a-și prelungi propria existență. Din tot grupul de antiprecogi și tehnicieni, doar Joe Chip reușește să îi scape, ajutat de substanța numită Ubik. Această substanță, al cărei nume derivă de la "ubicuitate", are proprietatea de a conserva oamenii aflați în semi-viață. Pentru folosirea ei, Joe Chip primește instrucțiuni de la Ella Runciter, aflată în drum spre o nouă reîncarnare.
În lumea vie, Glen Runciter dă peste câteva monede care au gravat pe ele chipul lui Joe Chip și bănuiește că acesta e "doar începutul".

## Interpretare
Fosta soție a lui Dick, Tessa, a remarcat că "Ubik este o metaforă pentru Zeu. Ubik este atot-puternic și atoate-cunoscător, Ubik este peste tot. Tubul de spray este doar una dintre formele pe care le ia Ubik pentru ca oamenii să îl înțeleagă și să îl folosească mai ușor. Nu substanța dinăuntru îi ajută, ci mai curând credința lor în promisiunea că îi va ajuta". Ea a interpretat și finalul, scriind: "Mulți cititori au fost nedumeriți citind finalul lui Ubik, în care Glen Runciter găsește în buzunar o monedă cu chipul lui Joe Chip. Ce înseamnă asta? Runciter e mort? Joe Chip și ceilalți trăiesc? De fapt, asta vrea să arate că nu putem fi siguri de nimic în lumea pe care o numim 'realitate.' E posibil să fie morți cu toții, într-un loc înghețat, sau lumea semi-vieții să afecteze lumea vieții-pline. E posibil și ca toți să fie în viață, visând".

## Adaptări

### Joc video
În 1998, Cryo Interactive Entertainment a lansat un joc video de strategie, intitulat Philip K. Dick’s Ubik, pornind de la ideea cărții. Jocul permitea intrarea în rolul Joe Chip și antrenarea unor echipe de luptă ale căror misiuni se îndreptau împotriva corporației Hollis. Jocul a fost disponibil pe PlayStation și pe Microsoft Windows, dar nu a avut un succes comercial semnificativ.

### Încercări de ecranizare
În 1974, producătorul francez de film Jean-Pierre Gorin l-a însărcinat pe Dick să scrie un scenariu pentru un film după Ubik. Dick a terminat scenariul într-o lună, dar Gorin nu a realiza niciodată filmul. Scenariul a fost publicat în 1985 sub titlul Ubik: The Screenplay și republicat în 2008. Fosta soție a lui Dick, Tessa, pretinde că scenariul publicat "are multe modificări, alții adăugând lucruri proprii la scenariul scris de Phil", sugerând că "producătorii filmului chiar ar fi trebuit să arunce o privire la scenariul autorului înainte să o ia pe drumul propriilor interpretări".
Scenariul lui Dick diferă de roman, având numeroase scene care nu apar acolo. În conformitate cu prefața de la Ubik: The Screenplay (de Tim Powers, prieten cu Dick și scriitor de science fiction), Dick avea o idee pentru film care implica "să fie un film în care au loc răsturnări: la alb-negru, apoi la ciudățenia primelor filme, apoi la un cadru care începe să se înnegrească, să se găurească și să se topească, lăsând doar albul proiectorului, care se va deteriora și el, lăsând sala în întuneric, cu spectatorii întrebându-se în ce fel de antichitate vor trebui să potrivească cheile mașinii când vor ieși afară".
Tommy Pallotta, producătorul ecranizării cărții Substanța M a declarat într-un interviu din iulie 2006 că el încă deține "opțiunea pentru Ubik și intenționează să realizeze cu film de acțiune". Fata lui Dick, Isa Dick Hackett, a declarat că negocierile pentru ecranizarea cărții Ubik se află într-un stadiu avansat. În mai 2008, filmul a fost contractat de Celluloid Dreams. Va fi produs de  Hengameh Panahi de la Celluloid Dreams și Isa Dick Hackett de la Electric Shepherd Productions, fiind planificat pentru intrarea în producție la începutul anului 2009.

### Carte audio
Versiunea audio a cărții Ubik a fost lansată în 2008, în lectura lui Anthony Heald, fiind completă și ocupând 7 ore pe 6 CD-uri. 

### Muzică
Secret Chiefs 3 a realizat o adaptare pe înregistrarea "The Electromagnetic Azoth - Ubik / Ishraqiyun - Balance of the 19. Pe piesa "Ubik" apar muzicienii Trey Spruance (Faith No More, Mr. Bungle) și Bill Horist.
În 2000 Art Zoyd a lansat o interpretare muzicală a romanului, intitulată u.B.I.Q.U.e..
Ubik este și numele unui single al lui Timo Maas.

## Traduceri în limba română
- 1994 - Ubik, Ed. Nemira, Colecția "Nautilus", nr. 60, traducere Ștefan Ghidoveanu, 240 pag., ISBN 973-569-068-3
- 2006 - Ubik, Ed. Nemira, Colecția "Nautilus", traducere Ștefan Ghidoveanu, 288 pag., ISBN 978-973-569-864-5
- 2012 - Ubik (cartonată), Ed. Nemira, Colecția "Nautilus", traducere Ștefan Ghidoveanu, 280 pag., ISBN 978-606-579-316-3

## Critici
- Fitting, Peter, (1975) "Ubik and the Deconstruction of Bourgeois SF", Science-Fiction Studies # 5, 2:1, pp. 47-54.
- Lem, Stanislaw, (1975) “Science and Reality in Philip K. Dick’s Ubik”, A Multitude of Visions, ed. Cy Chauvin, Baltimore; T-K Graphics, pp. 35-9.
- Pagetti, Carlo, (2003) “Ubik uno e trino” [afterword], Philip K. Dick, Ubik, Roma: Fanucci, pp. 253-66.
- Proietti, Salvatore, (2006) “Vuoti di potere e resistenza umana: Dick, Ubik e l'epica americana”, Trasmigrazioni: I mondi di Philip K. Dick, eds. Valerio Massimo De Angelis and Umberto Rossi, Firenze: Le Monnier, pp. 204-16.